# Cold Spring (Wisconsin)
Cold Spring es un pueblo ubicado en el condado de Jefferson en el estado estadounidense de Wisconsin. En el Censo de 2010 tenía una población de 727 habitantes y una densidad poblacional de 12,38 personas por km².

## Geografía
Cold Spring se encuentra ubicado en las coordenadas 42°52′42″N 88°43′12″O / 42.87833, -88.72000. Según la Oficina del Censo de los Estados Unidos, Cold Spring tiene una superficie total de 58.73 km², de la cual 58.59 km² corresponden a tierra firme y (0.24%) 0.14 km² es agua.

## Demografía
Según el censo de 2010, había 727 personas residiendo en Cold Spring. La densidad de población era de 12,38 hab./km². De los 727 habitantes, Cold Spring estaba compuesto por el 95.32% blancos, el 0.14% eran afroamericanos, el 0.69% eran amerindios, el 0.83% eran asiáticos, el 0% eran isleños del Pacífico, el 1.51% eran de otras razas y el 1.51% pertenecían a dos o más razas. Del total de la población el 3.16% eran hispanos o latinos de cualquier raza.